# Итагуасу
Итагуасу (порт. Itaguaçu)  —  муниципалитет в Бразилии, входит в штат Эспириту-Санту. Составная часть мезорегиона Центр штата Эспириту-Санту. Входит в экономико-статистический  микрорегион Санта-Тереза. Население составляет 15 310 человек на 2006 год. Занимает площадь 530,388 км². Плотность населения — 28,9 чел./км².

## История
Город основан 17 февраля 1915 года.

## Статистика
- Валовой внутренний продукт на 2003 составляет 50.525.145,00 реалов (данные: Бразильский институт географии и статистики).
- Валовой внутренний продукт на душу населения на 2003 составляет 3.382,78 реалов (данные: Бразильский институт географии и статистики).
- Индекс развития человеческого потенциала на 2000 составляет 0,748 (данные: Программа развития ООН).

## География
Климат местности: тропический.